# Olimpia Zambrów
Olimpia Zambrów (offiziell Zambrowski Klub Sportowy Olimpia Zambrów) ist ein polnischer Sportverein aus der nordostpolnischen Stadt Zambrów, der in der 3. Liga spielt. Der Verein wurde 1953 gegründet. 
Die größten Erfolge erreichte Olimpia mit dem Gewinn der Meisterschaften in der 3. Liga 2011 und 2013.

## Erfolge
- Meister der 3. Liga und Aufstieg in die 2. Liga: 2011 (Rückzug aus der 2. Liga aufgrund finanzieller Gründe), 2013
- Gewinn des Regionalpokals in der Woiwodschaft Łomża und damit Qualifikation für die Teilnahme am polnischen Fußballpokal: 1979, 1980, 1982, 1984, 1986, 1992, 1994, 1995, 1997, 1998, 1999